# VHS or Beta
A VHS or Beta egy Louisville, Kentucky-beli zenekar, amely az indie rock, a francia house és dance-punk műfajok sajátosságait egyesíti zenéjében. Szerzői kiadású első lemezük, a Le Funk felkerült ugyan a slágerlistákra, de a zenekar a 2004-es Night on Fire című albummal vált igazán ismertté. 2007 elején, két és fél évnyi turnézás után a zenekar félrevonult hogy rögzítse a Bring on the Comets című lemezt. Az augusztusban megjelent korongon először használtak élő dobfelvételeket, de sem ez, sem a kommerszebb zenei megoldások nem jelentették a zenekar eltávolodását a dance-es jellegtől.
A zenekar alap tagjai: Craig Pfunder (ének/gitár), Mark Palgy (basszus), és Mark Guidry (dob). Chea Beckley billentyűsként kíséri a zenekart a koncertjeiken 2000 óta (1998 és 2000 között Jerome Miller látta el ugyanezt a feladatot). Mike McGill szintén az élő felállásban vesz részt mint gitáros, mióta Zeke Buck-ot 2006-ban kirúgták a zenekarból.
2005-ben a Duran Duran előzenekaraként játszottak az észak-amerikai turnéállomásokon.

## A név jelentése

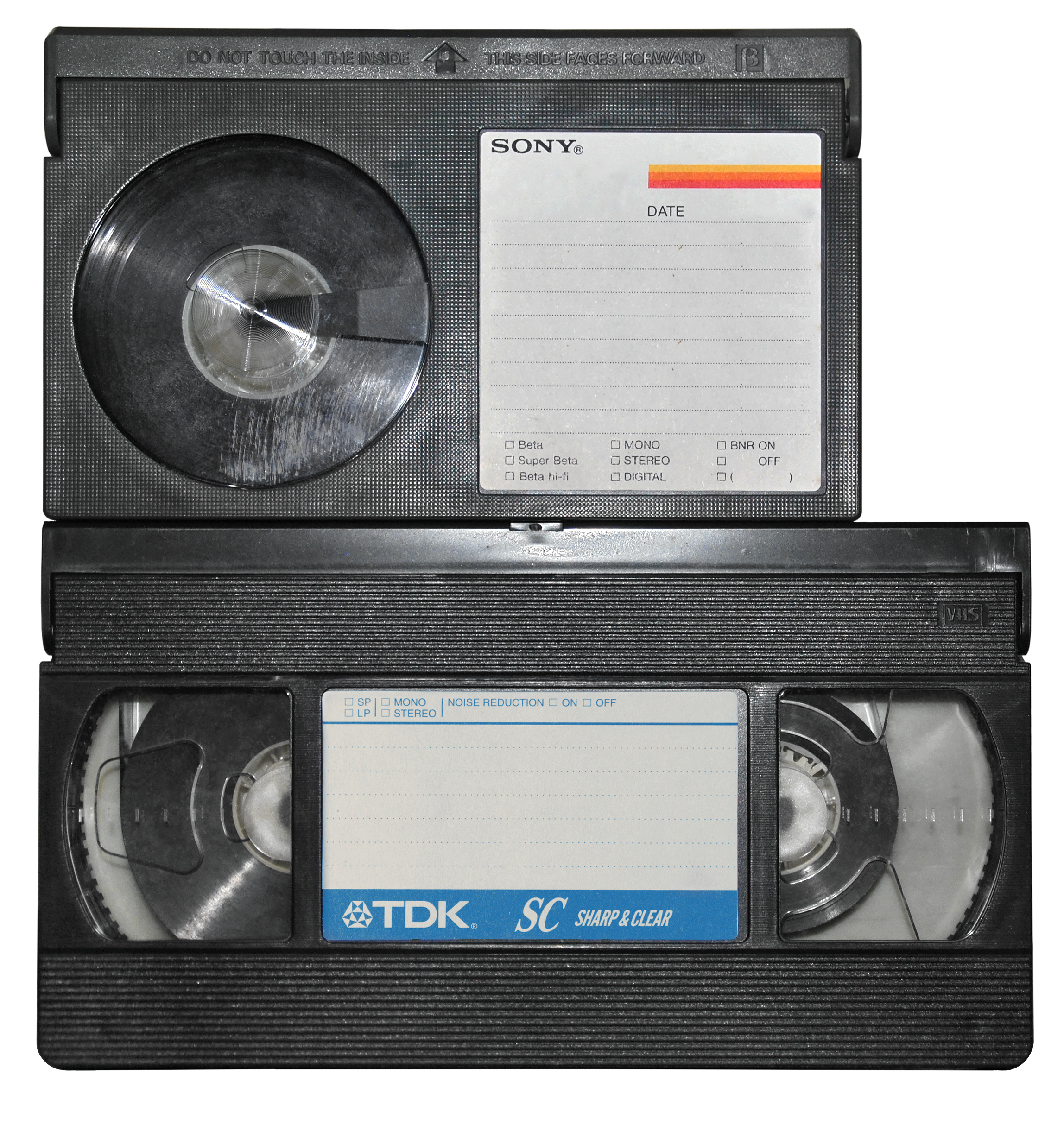
Betamax (fent) és VHS kazetta.

A zenekar neve ("VHS vagy Beta") az otthoni videókészülékek megjelenéséhez kötődő formátumháborúra utal, melyben a JVC VHS-e győzedelmeskedett a Sony Betamax-a felett. A Betamax 1975-ben került piacra, majd egy éven belül a VHS is megjelent. Kezdetben a Betamax tűnt befutónak, de annak ellenére hogy (akkoriban még) technikailag fejlettebb formátum volt, 1981-re az USA-ban már csak 25%-át birtokolta a piacnak, majd pedig teljesen eltűnt. Ugyanakkor utódja, a Betacam máig használt formátum a professzionális tévézésben.

## Diszkográfia

### Albumok
- VHS or Beta EP-Csak VHS-en jelent meg (1997)
- Le Funk EP (2002 · ON!)
- Night on Fire (Astralwerks, 2004)
- Bring on the Comets (Astralwerks, 2007)

### EP-k és kislemezek
- On and On EP (1998 · ON!)
- "Solid Gold" (Astralwerks, 2003)
- "Night on Fire (kislemez)|Night on Fire" (Astralwerks, 2004)
- "The Melting Moon" (Astralwerks, 2005)
- "You Got Me" (Astralwerks, 2006)
- "Can't Believe a Single Word" (Astralwerks, 2007)
- "Burn it All Down" (Astralwerks, 2007)

## Videóklipek
- "Messages" (1999)
- "You Got Me" (2005)
- "Night on Fire" (2005)
- "Can't Believe A Single Word" (2007)

## Külső hivatkozások
- VHS or Beta hivatalos honlap
- Discogs
- The Scenestar VHS or Beta interjú
- Lazy-i interjú: December 2004
- vhs or beta Archiválva 2008. július 26-i dátummal a Wayback Machine-ben a Rolling Stone-ban